# Edict van Gallienus
Het edict van Gallienus werd in 260 uitgevaardigd door keizer Gallienus.
Het edict behelsde onder andere dat er voortaan tolerantie tegenover de christenen moest worden betracht. Dit betekende een periode van rust die tot 302 zou duren. In deze veertig jaar kon de Kerk zich in vrijheid organiseren en uitbreiden. Deze periode is erg belangrijk geweest voor de groei en de interne consistentie van het christendom binnen het Romeinse Rijk. De latere vervolging door met name Diocletianus was vooral daardoor weinig succesvol. Zelfs onder zijn naaste medewerkers aan het hof liepen talrijke christenen rond. Keizer Constantijn de Grote moet hebben ingezien dat het christendom gewoon niet meer weg te denken was en koos opnieuw de kant van de tolerantie, hoezeer dat ook betekende dat de oude positie van de keizer als religieus leider (hij was ook pontifex maximus van Rome) daardoor in handen van iemand anders geraakte.